# Шепетівський район
Шепетівський райо́н (Шепетівщина) — район в Україні, у північній частині Хмельницької області. Межує з Тернопільською, Рівненською та Житомирською областями. Адміністративний центр району — місто Шепетівка.

## Історія
Шепетівський район утворено 17 липня 2020 року відповідно з Постановою Верховної Ради України № 807-IX від 17 липня 2020 року в ході адміністративно-територіальної реформи.
До його складу увійшли території колишніх районів:
- Білогірського;
- Ізяславського;
- Полонського,
- Славутського;
- Шепетівського;
- міста обласного значення:
- Нетішин;
- Славута;
- Шепетівка.

## Адміністративний устрій
Шепетівський район поділяється на 18 територіальних громад, з них:
- 5 міських територіальних громад: Ізяславська, Нетішинська, Полонська, Славутська, Шепетівська;
- 4 селищних територіальних громад: Білогірська, Грицівська, Понінківська, Ямпільська;
- 9 сільських територіальних громад: Берездівська, Ганнопільська, Крупецька, Ленковецька, Михайлюцька, Плужненська, Сахновецька, Судилківська, Улашанівська[3].

## Населення
Населення новоутвореного у 2020 році Шепетівського району становило 286,5 тис. осіб.